# Benoît Cosnefroy
Benoît Cosnefroy (født 12. marts 1995 i Cherbourg-Octeville) er en professionel cykelrytter fra Frankrig, der er på kontrakt hos Decathlon-AG2R La Mondiale.

## Karriere
Ved U23-VM i landevejscykling 2017 vandt Cosnefroy guld i linjeløbet foran tyske Lennard Kämna og danske Michael Carbel. Ved europamesterskaberne samme år kom han ind på andenpladsen, to sekunder efter vinderen Casper Pedersen.
I 2019 vandt han Paris-Camembert, Tour du Limousin, Grand Prix de Plumelec-Morbihan og La Poly Normande.
Han vandt Étoile de Bessèges og Grand Prix Cycliste la Marseillaise i 2020.
Efter 2. etape af Tour de France 2020 kørte Cosnefroy sig i den prikkede bjergtrøje. Den kørte han i til og med 17. etape, hvor Tadej Pogačar overtog den fra 18. etape